# لامبورگینی رونتون

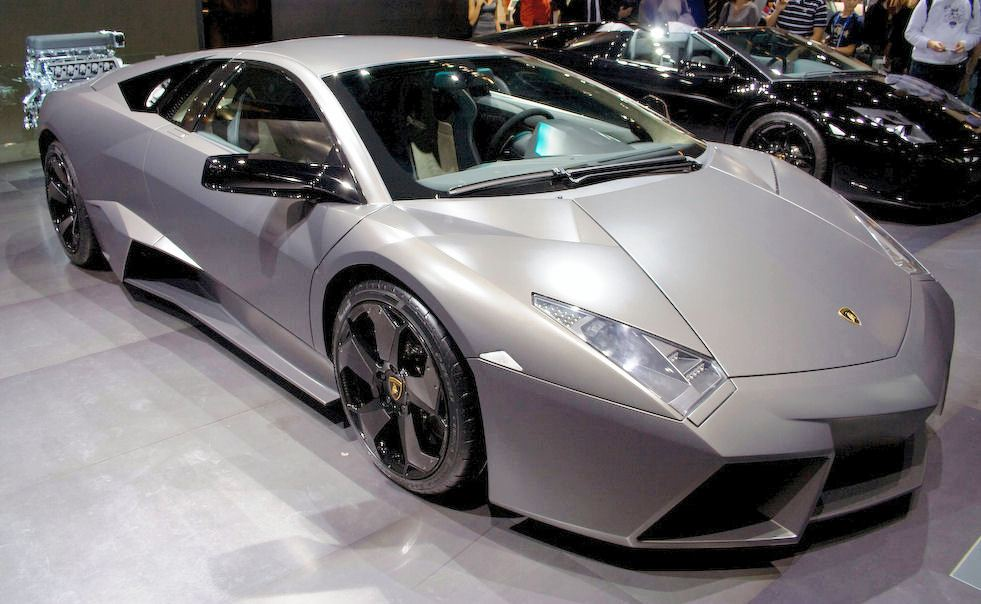

لامبورگینی رونتون (به اسپانیایی: Lamborghini Reventón) (تلفظ اسپانیایی: [reβenˈton]) یک خودروی اسپورت تولید محدود موتور وسط است که در سال ۲۰۰۷ در نمایشگاه خودروی فرانکفورت معرفی شد. در اطلاعیه مطبوعاتی رسمی آمده بود که تنها ۲۰ خودرو با یک خودروی اضافی (مشخص شده به‌عنوان ۰۰/۲۰) که برای موزه لامبورگینی تولید می‌شود، به عموم فروخته خواهد شد. هر خودرو با شماره خود به‌ترتیب ۱ تا ۲۰ بین صندلی راننده و سرنشین مهر شده بود.
در حالی که نمای بیرونی جدید است، تقریباً تمام عناصر مکانیکی، از جمله موتور، به‌طور مستقیم از مورسیه‌لاگو گرفته شده بود. بر اساس بیانیه مطبوعاتی رسمی، سبک بیرونی رونتون از اف۲۲ رپتور الهام گرفته شده بود.